# Joko Anwar
Joko Anwar, né le 3 janvier 1976 à Medan en Indonésie, est un réalisateur, scénariste, producteur, acteur et anciennement journaliste indonésien.

## Biographie

### Jeunesse et formation
Joko Anwar a grandi à Medan dans la province de Sumatra du Nord. Il a étudié à la SMA Negeri 1 de Medan avant de rejoindre la Wheeling Park High School en Virginie-Occidentale. Il poursuit ses études à l'Institut technologique de Bandung où il suit un cursus en ingénierie aéronautique. Après avoir obtenu son diplôme, Joko Anwar déménage à Jakarta où il postule infructueusement dans des sociétés de production audiovisuelle. Anwar accepte finalement un poste de journaliste au quotidien indonésien en langue anglaise The Jakarta Post.

### Débuts dans l'industrie cinématographique et premiers succès
En 2002, il rencontre pour une interview la réalisatrice Nia Dinata. Au cours de leur discussion, Anwar mentionne écrire des scénarios et Dinata demande à lire l'un de ses scripts. Impressionnée par la qualité de son travail, elle lui propose alors de collaborer avec elle sur son nouveau projet. Ensemble ils écrivent le scénario de Arisan !, réalisé par Dinata en 2003. Le film a rencontré un grand succès en Indonésie, Dinata et Anwar étant notamment nommés au Festival du film indonésien de 2004 dans la catégorie Meilleur Scénario.
Ce succès permet à Anwar de réaliser son premier long métrage  en 2005. Le film est bien accueilli par la critique et remporte deux prix pour neuf nominations au Festival du film indonésien de 2005. Le film est également sélectionné en compétition au Festival international des cinémas d'Asie de Vesoul de 2005.
En 2007, il réalise le film noir Dead Time: Kala (en). Le second film réalisé par Anwar marque le début de son succès à l'international puisque Tony Rains (en) le sélectionne dans sa liste des meilleurs films de 2007 dans la revue de cinéma britannique Sight and Sound et qualifie Anwar comme "l'un des réalisateurs les plus intelligents d'Asie du Sud-Est".
Parallèlement à sa carrière de réalisateur, Anwar est également scénariste. Il signe en 2007 les scénarios de Jakarta Undercover (en) et de Quickie Express (en), ce dernier remportant le prix du Meilleur Film lors du Festival international du film de Jakarta de 2008. En 2008, Anwar écrit le scénario de Fiksi. (en), premier film de la réalisatrice Mouly Surya, récompensé du prix du Meilleur Scénario lors de la 28ème cérémonie du Festival du film indonésien. Ce succès permet à Anwar de gagner le premier Citra Award de sa carrière.

### Reconnaissance internationale et Citra Award du meilleur réalisateur
Pour son troisième film, Anwar s'essaye encore à un nouveau genre cinématographique en réalisant le thriller psychologique The Forbidden Door (en) en 2009. Le film permet à Anwar d'acquérir une notoriété internationale en étant notamment sélectionné au Festival du film de Londres, au Festival international du film de Rotterdam et au Festival international du film fantastique de Puchon où il remporte le prix du Meilleur de Puchon. Dans un article du Time, Richard Corliss dit que le film pourrait être la porte d'entrée d'Anwar à l'international si les magnats d'Hollywood osaient sortir de leur vision étroite du cinéma.
Anwar poursuit sa carrière en Indonésie en réalisant Modus Anomali en 2012. Il s'agit du premier film d'Anwar à bénéficier d'une sortie en salles en France sous le nom de Modus Anomali : Le Réveil de la proie.
En 2015, Anwar réalise A Copy of My Mind (en) et continue d'asseoir sa notoriété à l'international en étant sélectionné lors de la Mostra de Venise 2015. Le film reçoit sept nominations au Festival du film indonésien de 2015 et remporte trois prix, dont le Citra Award du Meilleur Réalisateur, le premier pour Anwar.

### Nouvelles réalisations et second Citra Award du meilleur réalisateur
En 2017, Anwar réalise Satan's Slaves (en), un remake librement inspiré du film Esclave de Satan. Le film est un immense succès en Indonésie, prenant la tête du box office 2017 avec 4,2 millions de spectateurs. Le film est également un succès à l'international, devenant notamment le film indonésien le plus rentable de tous les temps en Malaisie.

## Filmographie

### Réalisateur
- 2005 : Janji Joni (en)
- 2007 : Dead Time: Kala (en)
- 2009 : The Forbidden Door (en)
- 2012 : Modus Anomali : Le Réveil de la proie
- 2015 : A Copy of My Mind (en)
- 2017 : Satan's Slaves (en)
- 2019 : Gundala
- 2019 : Impetigore (en)
- 2022 : Satan's Slaves 2: Communion

### Scénariste
- 2003 : Arisan !
- 2005 : Janji Joni (en)
- 2007 : Dead Time: Kala (en)
- 2007 : Jakarta Undercover (en)
- 2007 : Quickie Express (en)
- 2008 : Fiksi. (en)
- 2009 : The Forbidden Door (en)
- 2012 : Modus Anomali : Le Réveil de la proie
- 2015 : A Copy of My Mind (en)
- 2017 : Satan's Slaves (en)
- 2017 : Stip & Pensil
- 2019 : Gundala
- 2019 : Impetigore (en)
- 2019 : Orang Kaya Baru
- 2019 : The Queen of Black Magic (en)
- 2021 : Sri Asih (en)

## Récompenses

### Citra Awards
| Year | Category                   | Work                     | Result     | Notes                                              | Ref.   |
| ---- | -------------------------- | ------------------------ | ---------- | -------------------------------------------------- | ------ |
| 2004 | Meilleur Scénario          | Arisan!                  | Nomination | partagé avec Nia Dinata                            | [ 13 ] |
| 2005 | Meilleur Réalisateur       | Janji Joni               | Nomination |                                                    | [ 14 ] |
| 2008 | Meilleur Scénario          | Fiksi.                   | Lauréat    | partagé avec Mouly Surya                           | [ 15 ] |
| 2009 | Meilleure Adaptation       | The Forbidden Door       | Nomination |                                                    | [ 16 ] |
| 2015 | Meilleur Réalisateur       | A Copy of My Mind        | Lauréat    |                                                    | [ 17 ] |
| 2017 | Meilleur Réalisateur       | Satan's Slaves           | Nomination |                                                    | [ 18 ] |
| 2017 | Meilleur Scénario Original | Stip & Pensil            | Nomination |                                                    | [ 18 ] |
| 2017 | Meilleure Adaptation       | Satan's Slaves           | Nomination | partagé avec Ernest Prakasa & Bene Dion Rajagukguk | [ 18 ] |
| 2019 | Meilleur Scénario Original | Orang Kaya Baru          | Nomination |                                                    | [ 19 ] |
| 2019 | Meilleure Adaptation       | Gundala                  | Nomination |                                                    | [ 19 ] |
| 2020 | Meilleur Réalisateur       | Impetigore               | Lauréat    |                                                    | [ 20 ] |
| 2020 | Meilleur Scénario Original | Impetigore               | Nomination |                                                    | [ 20 ] |
| 2020 | Meilleure Adaptation       | The Queen of Black Magic | Nomination |                                                    | [ 20 ] |